# Aldo Forzoni
Aldo Forzoni (Montevarchi, 18 agosto 1912 – Massa, 7 dicembre 1991) è stato un vescovo cattolico italiano.

## Biografia
Nacque il 18 agosto 1912 in Toscana, nella cittadina di Montevarchi. Sin da giovane dovette impegnarsi per partecipare al sostentamento suo e della famiglia per cui, pur manifestando una vocazione al sacerdozio, entrò in seminario già diciottenne.

### Formazione e ministero sacerdotale
Completati gli studi nel seminario di Fiesole il 31 maggio 1940 fu ordinato sacerdote dal vescovo diocesano, Mons. Giovanni Giorgis. Esercitò il ministero come vice-parroco presso le parrocchie di Fiesole, Gaville, San Giovanni Valdarno finché, alla fine della guerra, gli fu affidata la parrocchia di Montevarchi dove era nato e dove rimase per otto anni.

### Ministero episcopale
Il 14 maggio 1953 fu nominato, ancora giovanissimo, vescovo di Gravina e Irsina (oggi Gravina si trova unita nella diocesi di Altamura-Gravina-Acquaviva delle Fonti mentre Irsina nell'arcidiocesi di Matera-Irsina) ricevendo l'ordinazione episcopale nella sua parrocchia dal vescovo diocesano Giovanni Giorgis. Nel mese di settembre iniziò il suo ministero in questa terra così lontana dalla Toscana.
Nel 1961 fu trasferito alla diocesi di Diano-Teggiano (oggi diocesi di Teggiano-Policastro) nella metropolia di Salerno.
Nel 1970 fu chiamato nuovamente in Toscana ricevendo il compito di guidare la diocesi di Apuania (dal 1986 diocesi di Massa, dal 1988 diocesi di Massa Carrara-Pontremoli) dove promosse il rinnovamento della catechesi con i convegni residenziali, la missione cittadina, realizzò una TV diocesana -TeleMontimare-, curò la pastorale familiare, ebbe a cuore il seminario e le vocazioni.
Nel 1983 gravi motivi di salute richiesero l'aiuto di un Vescovo coadiutore che la Santa Sede individuò nel nuovo vescovo di Pontremoli Bruno Tommasi. Scegliendo di affidare contemporaneamente al giovane vescovo la sede di Pontremoli e il diritto di successione per la diocesi di Massa si intravedeva già l'intenzione dell'unione delle due chiese locali che, infatti, avvenne nel 1988 contestualmente all'accettazione della rinuncia di Forzoni.
Morì a Massa, nel suo appartamento voluto sin dal principio negli ambienti del seminario diocesano, alla vigilia della festa dell'Immacolata, il 7 dicembre 1991, a seguito delle ustioni riportate per un incendio nella sua camera da letto. Come la forza della sua predicazione incisiva e tagliente era stata la sua caratteristica durante gli anni del ministero, il silenzio forzato e la pazienza furono la connotazione degli ultimi anni della sua vita e del suo ministero episcopale.
Le sue spoglie riposano nella cripta della Cattedrale di Massa.

## Genealogia episcopale
La genealogia episcopale è:
- Cardinale Scipione Rebiba
- Cardinale Giulio Antonio Santori
- Cardinale Girolamo Bernerio, O.P.
- Arcivescovo Galeazzo Sanvitale
- Cardinale Ludovico Ludovisi
- Cardinale Luigi Caetani
- Cardinale Ulderico Carpegna
- Cardinale Paluzzo Paluzzi Altieri degli Albertoni
- Papa Benedetto XIII
- Papa Benedetto XIV
- Cardinale Enrico Enriquez
- Arcivescovo Manuel Quintano Bonifaz
- Cardinale Buenaventura Córdoba Espinosa de la Cerda
- Cardinale Giuseppe Maria Doria Pamphilj
- Papa Pio VIII
- Papa Pio IX
- Cardinale Alessandro Franchi
- Cardinale Giovanni Simeoni
- Cardinale Antonio Agliardi
- Vescovo Giacinto Arcangeli
- Cardinale Giuseppe Gamba
- Vescovo Quirico Travaini
- Vescovo Giovanni Giorgis
- Vescovo Aldo Forzoni